# Тітібу (Сайтама)

35°59′30″ пн. ш. 139°5′8″ сх. д. / 35.99167° пн. ш. 139.08556° сх. д.
Тітібу́ (яп. 秩父市, ちちぶし, МФА: [t͡ɕi̥t͡ɕibu ɕi̥]) — місто в Японії, в префектурі Сайтама.

## Короткі відомості
Розташоване в південно-західній частині префектури, в центрі западини Тітібу. Стара назва — Омія. Виникло на основі середньовічного прихрамового містечка біля синтоїстського святилища Тітібу. Основою економіки є гірництво, видобуток вапняку та цементна промисловість. Традиційне ремесло — виготовлення тканини тітібу-мейсен. Станом на 1 жовтня 2008 площа міста становила 577,69 км². Станом на 1 січня 2009 населення міста становило 68 478 осіб.